# برابانت فلاماند
برابانت فلاماند هي إحدى مقاطعات بلجيكا وتتبع الإقليم الفلامندي . بلغ عدد سكانها 1,107,266 نسمة في 2014-01-01 . عاصمتها لوفان . تبلغ مساحتها 210,613 كيلومتر مربع .

## الموقع
تشترك في الحدود مع:
- برابانت والون
- أنتفيرب
- فلاندر الشرقية
- لياج
- إقليم بروكسل العاصمة
- ليمبورغ
- هينو.

## توأمة
لبرابانت فلاماند اتفاقيات توأمة مع:
- تشنغدو (27 مايو 2011 - )[3]

## أعلام
- جوزيف ميرتنز
- جان انجلز